# Comté de Russell (Virginie)
Pour les articles homonymes, voir Comté de Russell.
Le comté de Russell est un comté de Virginie, aux États-Unis.